# Pilot TV
Pilot TV – polski kanał telewizyjny nadawany od 10 lutego 2003 do 2 kwietnia 2005, należący do spółki Antena 2 sp. z o.o., która w 2004 roku została sprzedana MNI. 

## Historia
7 maja 2002, Krajowa Rada Radiofonii i Telewizji przyznała spółce Antena 2 sp. z o.o. koncesję na nadawanie programu telewizyjnego pod nazwą PILOT. Stacja miała zostać uruchomiona pod koniec października 2002, jednak przesunięto jej rozpoczęcie o kilka miesięcy ze względu na trudną sytuację rynkową.
Ostatecznie Pilot TV rozpoczął swoją emisję 10 lutego 2003 jako część projektu medialnego Pilot Media, w skład którego wchodził dodatkowo portal internetowy i tygodnik Pilot Telewizyjny, choć cztery dni wcześniej ruszyła emisja testowa. Po siedmiu wydaniach zawieszono rozprowadzanie magazynu ze względu na jego wysoką cenę i niską jakość druku – planowano wznowienie wydawania Pilota Telewizyjnego jesienią 2003, jednak projekt został porzucony. Ekran kanału podzielony był na trzy części – na górnej lewej połowie prezentowano programy, w jego prawej części było miejsce na konkursy, natomiast na dolnej połowie prezentowano program telewizyjny poszczególnych stacji. Pod koniec marca 2003, Pilot TV rozpoczął retransmisję Faktów RMF FM. 
W czerwcu 2004, KRRiT zgodziła się na objęcie 34% udziałów w telewizji Krzysztofowi Cechnickiemu, szefowi krakowskiej spółki A plus C. Później udziały w spółce Antena 2 przejęła MNI, do której należała m.in. stacja iTV. We wrześniu 2004 zmieniono hasło stacji na Telewizja o telewizji.
2 kwietnia 2005, po śmierci papieża Jana Pawła II, stacja przerwała nadawanie programu, którego później nie wznowiła. 25 listopada 2005, Krajowa Rada Radiofonii i Telewizji rozpoczęła procedurę odebrania koncesji. 5 kwietnia 2006, KRRiT podjęła decyzję o cofnięciu koncesji spółce Antena 2.